# Court Tomb von Killaspugbrone
Das Court Tomb von Killaspugbrone (irisch Cill Easpaig Bhróin) liegt in der Nähe des Regionalflughafens von Sligo in Strandhill, westlich von Sligo im County Sligo in Irland direkt neben der Straße auf einer kleinen Lichtung. Court Tombs gehören zu den megalithischen Kammergräbern (englisch chambered tombs) der Insel. Sie werden mit etwa 400 Exemplaren überwiegend in Ulster im Norden der Republik Irland beziehungsweise in Nordirland gefunden. 
Nur eine Kammer des Court Tomb, dessen Zugang nach Osten in der Richtung eines Ringforts oder Raths in etwa 500 Meter Entfernung ausgerichtet ist, ist erhalten. Sie ist 2,2 m lang, 1,9 m breit und die abgeschlagenen Orthostaten sind nur noch 1,0 m hoch. Ein Stein, der wahrscheinlich von einer weiteren Kammer stammt, befindet sich neben der Kammer und ist von der gleichen Form und Größe wie die anderen.